# STS-67
STS-67 e шестдесет и осмата мисия на НАСА по програмата Спейс шатъл и осми полет на совалката Индевър. Това е и втората мисия на:
т. нар. „Космическа радарна лаборатория“ (SRL-2) (Space Radar Laboratory), изведена с помощта на модула Spacelab.

## Екипаж
| Пост                           | Астронавт                               |
| ------------------------------ | --------------------------------------- |
| Командир                       | Стивън Осуалд трети космически полет    |
| Пилот                          | Уилям Грегъри първи космически полет    |
| Специалист на мисията 1        | Джон Грунсфелд първи космически полет   |
| Специалист на мисията 2        | Уенди Лоурънс първи космически полет    |
| Специалист на мисията 3        | Тамара Джерниган трети космически полет |
| Специалист по полезния товар 1 | Самуел Дурънс втори космически полет    |
| Специалист по полезния товар 2 | Роналд Паризи втори космически полет    |

- Броят на полетите е преди и включително тази мисия.

## Полетът
Астро-2 е втората специална мисия на космическата лаборатория Спейслаб за провеждане на астрономически наблюдения в ултравиолетовия спектър. Тя се състои от три уникални инструменти – Hopkins Ultraviolet Telescope (HUT), Ultraviolet Imaging Telescope (UIT) и Wisconsin Ultraviolet Photo-Polarimeter Experiment (WUPPE). С тези инструменти се наблюдават избрани цели от списък с над 600 обекта, намиращи се във вътрешността на Слънчевата система, отделни звезди, мъглявини, останки от свръхнови звезди, галактики и др. Информацията, събрана от тези мисия допълва данните, събрани по време на мисия ASTRO-1, проведена по време на полет STS-35 през декември 1990 г. на борда на совалката „Колумбия“.
Мисия ASTRO-2 е почти два пъти по-продължителна от първата и започва в различно време на годината, за да се наблюдават различни части от небето.
Това е най-продължителният полет на космическата совалка „Индевър“

## Параметри на мисията
- Маса:
  - На цялата система: ? кг
  - При излитането: ? кг
  - Маса на полезния товар: 13 116 кг
- Перигей: 305 км
- Апогей: 305 км
- Инклинация: 28,45°
- Орбитален период: 91.5 мин.